# Lista de emissoras de televisão de Mato Grosso do Sul
Esta é uma lista de emissoras de televisão do estado brasileiro de Mato Grosso do Sul. São 13 emissoras concessionadas pela ANATEL. Pela lei, uma Retransmissora de Televisão (RTV) fora da Amazônia Legal pode gerar programação local limitada e não pode vender espaços comerciais. As emissoras podem ser classificadas pelo nome, canal analógico, canal digital, cidade de concessão, razão social, afiliação e prefixo.

## Canais abertos
| Nome                   | CV | CD     | Concessão       | Razão social                                                                                  | Afiliação                                       | Prefixo |
| ---------------------- | -- | ------ | --------------- | --------------------------------------------------------------------------------------------- | ----------------------------------------------- | ------- |
| Rede Brasil            | 24 | 24     | Campo Grande    | Sistema de Comunicação Pantanal S/C Ltda.                                                     | Rede Brasil                                     | ZYP 203 |
| RIT MS                 | 5  | 41     | Dourados        | Televisão Cidade Modelo Ltda.                                                                 | RIT                                             | ZYA 945 |
| SBT MS                 | 8  | 28     | Campo Grande    | Rede Centro Oeste de Rádio e Televisão Ltda.                                                  | SBT                                             | ZYP 310 |
| TV ALMS                | —  | 7 (34) | Campo Grande    | Senado Federal                                                                                | .1 TV Senado .3 TV Câmara Muncipal .4 TV Câmara | ZYP 292 |
| TV Chapadão            | 45 | 45     | Chapadão do Sul | TV Chapadão Ltda.                                                                             | TV Cultura                                      | RTV     |
| TV Concórdia           | 13 | 45     | Três Lagoas     | Fundação Stênio Congro                                                                        | TV Cultura                                      | ZYP 204 |
| TV Educativa           | 4  | 42     | Campo Grande    | Fundação Estadual Jornalista Luiz Chagas de Rádio e Televisão Educativa de Mato Grosso do Sul | TV Cultura .2 TV REME (TV Rá-Tim-Bum)           | ZYP 260 |
| TV Guanandi            | 13 | 21     | Campo Grande    | Sociedade Campograndense de Televisão Limitada                                                | Rede Bandeirantes                               | ZYP 291 |
| TV Imaculada           | 15 | 14     | Campo Grande    | Fundação Padre Kolbe de Rádio e Televisão                                                     | Independente                                    | ZYP 202 |
| TV Morena Campo Grande | 6  | 30     | Campo Grande    | Televisão Morena Ltda.                                                                        | TV Globo                                        | ZYA 942 |
| TV Morena Corumbá      | 5  | 31     | Corumbá         | Televisão Cidade Branca Ltda.                                                                 | TV Globo                                        | ZYA 940 |
| TV Morena Ponta Porã   | 4  | 30     | Ponta Porã      | Televisão Ponta Porã Ltda.                                                                    | TV Globo                                        | ZYA 947 |
| TV MS                  | 11 | 32     | Campo Grande    | Rede MS Integração de Rádio e Televisão Ltda.                                                 | Record                                          | ZYA 946 |